# Saprinus felipae
Saprinus felipae är en skalbaggsart som beskrevs av Lewis 1913. Saprinus felipae ingår i släktet Saprinus och familjen stumpbaggar. Inga underarter finns listade i Catalogue of Life.